# Plantilles de la Copa del Món de futbol de 1998
Plantilles oficials de les seleccions classificades per la fase final de la Copa del Món de Futbol 1998 de França. Cada selecció pot inscriure 22 jugadors. Els equips participants són (cliqueu sobre el país per accedir a la plantilla):
| Equips participants | Equips participants | Equips participants | Equips participants |
| ------------------- | ------------------- | ------------------- | ------------------- |
| Brasil              | Marroc              | Noruega             | Escòcia             |
| Àustria             | Camerun             | Xile                | Itàlia              |
| Dinamarca           | França              | Aràbia Saudita      | Sud-àfrica          |
| Bulgària            | Nigèria             | Paraguai            | Espanya             |
| Bèlgica             | Mèxic               | Països Baixos       | Corea del Sud       |
| Alemanya            | Iran                | Estats Units        | Iugoslàvia          |
| Colòmbia            | Anglaterra          | Romania             | Tunísia             |
| Argentina           | Croàcia             | Jamaica             | Japó                |

## Brasil
| #    | Posició       | Nom            | Naixement           | P. Sel.       | Club             |
| ---- | ------------- | -------------- | ------------------- | ------------- | ---------------- |
| 1    | Porter        | Taffarel       | 8 de maig 1966      | -             | Atlético Mineiro |
| 2    | Defensa       | Cafu           | 7 de juny 1970      | -             | AS Roma          |
| 3    | Defensa       | Aldair         | 30 de novembre 1965 | -             | AS Roma          |
| 4    | Defensa       | Júnior Baiano  | 14 de març 1970     | -             | Flamengo         |
| 5    | Migcampista   | César Sampaio  | 31 de març 1968     | -             | Yokohama Flügels |
| 6    | Defensa       | Roberto Carlos | 10 d'abril 1973     | -             | Reial Madrid     |
| 7    | Migcampista   | Giovanni       | 4 de febrer 1972    | -             | FC Barcelona     |
| 8    | Migcampista   | Dunga          | 31 d'octubre 1963   | -             | Júbilo Iwata     |
| 9    | Davanter      | Ronaldo        | 22 de setembre 1976 | -             | Internazionale   |
| 10   | Migcampista   | Rivaldo        | 19 d'abril 1972     | -             | FC Barcelona     |
| 11   | Migcampista   | Emerson        | 4 d'abril 1976      | -             | Bayer Leverkusen |
| 12   | Porter        | Carlos Germano | 14 d'agost 1970     | -             | Vasco da Gama    |
| 13   | Defensa       | Zé Carlos      | 14 de novembre 1968 | -             | São Paulo        |
| 14   | Defensa       | Gonçalves      | 22 de febrer 1966   | -             | Botafogo         |
| 15   | Defensa       | André Cruz     | 20 de setembre 1968 | -             | AC Milan         |
| 16   | Defensa       | Zé Roberto     | 6 de juliol 1974    | -             | Flamengo         |
| 17   | Migcampista   | Doriva         | 28 de maig 1972     | -             | Porto            |
| 18   | Migcampista   | Leonardo       | 5 de setembre 1969  | -             | AC Milan         |
| 19   | Davanter      | Denílson       | 24 d'agost 1977     | -             | São Paulo        |
| 20   | Davanter      | Bebeto         | 16 de febrer 1964   | -             | Botafogo         |
| 21   | Davanter      | Edmundo        | 2 d'abril 1971      | -             | ACF Fiorentina   |
| 22   | Porter        | Dida           | 7 d'octubre 1973    | -             | Cruzeiro         |
| Ent. | Mário Zagallo | Mário Zagallo  | Mário Zagallo       | Mário Zagallo | Mário Zagallo    |

## Marroc
| #    | Posició      | Nom                   | Naixement           | P. Sel.      | Club                       |
| ---- | ------------ | --------------------- | ------------------- | ------------ | -------------------------- |
| 1    | Porter       | Abelkader El Brazi    | 5 d'abril 1964      | 37           | FAR Rabat                  |
| 2    | Defensa      | Abdelilah Saber       | 21 d'abril 1974     | 25           | Sporting Clube de Portugal |
| 3    | Defensa      | Abdelkrim El Hadrioui | 6 de març 1972      | 59           | Benfica                    |
| 4    | Defensa      | Youssef Rossi         | 28 de juny 1973     | 20           | Rennes                     |
| 5    | Defensa      | Smahi Triki           | 1 d'agost 1967      | 16           | Lausanne                   |
| 6    | Defensa      | Noureddine Naybet     | 10 de febrer 1970   | 91           | Deportivo de La Coruña     |
| 7    | Migcampista  | Mustapha Hadji        | 16 de novembre 1971 | 42           | Deportivo de La Coruña     |
| 8    | Migcampista  | Said Chiba            | 28 de setembre 1970 | 23           | Compostela                 |
| 9    | Davanter     | Abdeljalil Hadda      | 21 de març 1972     | 11           | Club Africain              |
| 10   | Davanter     | Abderrahim Ouakili    | 11 de desembre 1970 | 8            | 1860 Múnic                 |
| 11   | Davanter     | Ali El Khattabi       | 17 de gener 1977    | 6            | Heerenveen                 |
| 12   | Porter       | Driss Benzekri        | 31 de desembre 1970 | 6            | RS Settat                  |
| 13   | Defensa      | Rachid Neqrouz        | 10 d'abril 1972     | 13           | AS Bari                    |
| 14   | Davanter     | Salaheddine Bassir    | 5 de setembre 1972  | 26           | Deportivo de La Coruña     |
| 15   | Defensa      | Lahcen Abrami         | 31 de desembre 1969 | 41           | Wydad Casablanca           |
| 16   | Migcampista  | Rachid Azzouzi        | 10 de gener 1971    | 35           | Greuther Fürth             |
| 17   | Davanter     | Gharib Amzine         | 3 de maig 1973      | 2            | Mulhouse                   |
| 18   | Migcampista  | Youssef Chippo        | 10 de maig 1973     | 20           | Porto                      |
| 19   | Migcampista  | Jamal Sellami         | 6 d'octubre 1970    | 0            | Raja Casablanca            |
| 20   | Migcampista  | Tahar El Khalej       | 16 de juny 1968     | 54           | Benfica                    |
| 21   | Davanter     | Rachid Rokki          | 8 de novembre 1974  | 2            | Mohammedia                 |
| 22   | Porter       | Mustapha Chadili      | 14 de febrer 1973   | 0            | Raja Casablanca            |
| Ent. | Henri Michel | Henri Michel          | Henri Michel        | Henri Michel | Henri Michel               |

## Noruega
| #    | Posició     | Nom                 | Naixement           | P. Sel.    | Club                 |
| ---- | ----------- | ------------------- | ------------------- | ---------- | -------------------- |
| 1    | Porter      | Frode Grodås        | 24 d'octubre 1964   | 39         | Tottenham Hotspur FC |
| 2    | Defensa     | Gunnar Halle        | 11 d'agost 1965     | 60         | Leeds United         |
| 3    | Defensa     | Ronny Johnsen       | 10 de juny 1969     | 33         | Manchester United FC |
| 4    | Defensa     | Henning Berg        | 1 de setembre 1969  | 52         | Manchester United FC |
| 5    | Defensa     | Stig Inge Bjørnebye | 11 de desembre 1969 | 62         | Liverpool FC         |
| 6    | Migcampista | Ståle Solbakken     | 27 de febrer 1968   | 34         | Aalborg              |
| 7    | Migcampista | Erik Mykland        | 21 de juliol 1971   | 54         | Panathinaikos FC     |
| 8    | Migcampista | Øyvind Leonhardsen  | 17 d'agost 1970     | 55         | Liverpool FC         |
| 9    | Davanter    | Tore André Flo      | 15 de juny 1973     | 25         | Chelsea FC           |
| 10   | Migcampista | Kjetil Rekdal       | 6 de novembre 1968  | 66         | Hertha BSC Berlin    |
| 11   | Migcampista | Mini Jakobsen       | 8 de novembre 1965  | 64         | Rosenborg BK         |
| 12   | Porter      | Thomas Myhre        | 16 d'octubre 1973   | 1          | Everton FC           |
| 13   | Porter      | Espen Baardsen      | 7 de desembre 1977  | 1          | Tottenham Hotspur FC |
| 14   | Defensa     | Vegard Heggem       | 13 de juliol 1975   | 1          | Rosenborg BK         |
| 15   | Defensa     | Dan Eggen           | 13 de gener 1970    | 13         | Celta de Vigo        |
| 16   | Migcampista | Jostein Flo         | 3 d'octubre 1964    | 44         | Strømsgodset         |
| 17   | Davanter    | Håvard Flo          | 4 d'abril 1970      | 9          | Werder Bremen        |
| 18   | Davanter    | Egil Østenstad      | 2 de gener 1972     | 13         | Southampton FC       |
| 19   | Defensa     | Erik Hoftun         | 3 de març 1969      | 1          | Rosenborg BK         |
| 20   | Davanter    | Ole Gunnar Solskjær | 26 de febrer 1973   | 13         | Manchester United FC |
| 21   | Migcampista | Vidar Riseth        | 21 d'abril 1972     | 4          | LASK Linz            |
| 22   | Migcampista | Roar Strand         | 2 de febrer 1970    | 5          | Rosenborg BK         |
| Ent. | Egil Olsen  | Egil Olsen          | Egil Olsen          | Egil Olsen | Egil Olsen           |

## Escòcia
| #    | Posició     | Nom              | Naixement           | P. Sel.     | Club                 |
| ---- | ----------- | ---------------- | ------------------- | ----------- | -------------------- |
| 1    | Porter      | Jim Leighton     | 24 de juliol 1958   | 86          | Aberdeen FC          |
| 2    | Migcampista | Jackie McNamara  | 24 d'octubre 1973   | 6           | Celtic FC            |
| 3    | Defensa     | Tom Boyd         | 24 de novembre 1965 | 55          | Celtic FC            |
| 4    | Defensa     | Colin Calderwood | 20 de gener 1965    | 28          | Tottenham Hotspur FC |
| 5    | Defensa     | Colin Hendry     | 7 de desembre 1965  | 32          | Blackburn Rovers FC  |
| 6    | Defensa     | Tosh McKinlay    | 3 de desembre 1964  | 19          | Celtic FC            |
| 7    | Davanter    | Kevin Gallacher  | 23 de novembre 1966 | 36          | Blackburn Rovers FC  |
| 8    | Migcampista | Craig Burley     | 24 de setembre 1971 | 25          | Celtic FC            |
| 9    | Davanter    | Gordon Durie     | 6 de desembre 1965  | 40          | Rangers FC           |
| 10   | Davanter    | Darren Jackson   | 25 de juliol 1966   | 24          | Celtic FC            |
| 11   | Migcampista | John Collins     | 31 de gener 1968    | 49          | AS Monaco            |
| 12   | Porter      | Neil Sullivan    | 24 de febrer 1970   | 3           | Wimbledon FC         |
| 13   | Davanter    | Simon Donnelly   | 1 de desembre 1974  | 8           | Celtic FC            |
| 14   | Migcampista | Paul Lambert     | 7 d'agost 1969      | 12          | Celtic FC            |
| 15   | Migcampista | Scot Gemmill     | 2 de gener 1971     | 13          | Nottingham Forest FC |
| 16   | Defensa     | David Weir       | 10 de maig 1970     | 5           | Hearts               |
| 17   | Migcampista | Billy McKinlay   | 22 d'abril 1969     | 25          | Blackburn Rovers FC  |
| 18   | Defensa     | Matt Elliott     | 1 de novembre 1969  | 3           | Leicester City FC    |
| 19   | Defensa     | Derek Whyte      | 31 d'agost 1968     | 11          | Aberdeen FC          |
| 20   | Davanter    | Scott Booth      | 16 de desembre 1971 | 16          | FC Utrecht           |
| 21   | Porter      | Jonathan Gould   | 18 de juliol 1968   | 0           | Celtic FC            |
| 22   | Defensa     | Christian Dailly | 23 d'octubre 1973   | 10          | Derby County FC      |
| Ent. | Craig Brown | Craig Brown      | Craig Brown         | Craig Brown | Craig Brown          |

## Àustria
| #    | Posició          | Nom                  | Naixement           | P. Sel.          | Club                |
| ---- | ---------------- | -------------------- | ------------------- | ---------------- | ------------------- |
| 1    | Porter           | Michael Konsel       | 6 de març 1962      | -                | AS Roma             |
| 2    | Migcampista      | Markus Schopp        | 22 de febrer 1974   | -                | Sturm Graz          |
| 3    | Defensa          | Peter Schöttel       | 26 de març 1967     | -                | Rapid Vienna        |
| 4    | Defensa          | Anton Pfeffer        | 17 d'agost 1965     | -                | Austria Vienna      |
| 5    | Defensa          | Wolfgang Feiersinger | 30 de gener 1965    | -                | Borussia Dortmund   |
| 6    | Defensa          | Walter Kogler        | 12 de desembre 1967 | -                | AS Cannes           |
| 7    | Davanter         | Mario Haas           | 16 de setembre 1974 | -                | Sturm Graz          |
| 8    | Migcampista      | Heimo Pfeifenberger  | 29 de desembre 1966 | -                | Werder Bremen       |
| 9    | Davanter         | Ivica Vastić         | 29 de setembre 1969 | -                | Sturm Graz          |
| 10   | Migcampista      | Andreas Herzog       | 10 de setembre 1968 | -                | Werder Bremen       |
| 11   | Migcampista      | Martin Amerhauser    | 23 de juliol 1974   | -                | SV Austria Salzburg |
| 12   | Defensa          | Martin Hiden         | 11 de març 1973     | -                | Leeds United        |
| 13   | Davanter         | Harald Cerny         | 13 de setembre 1973 | -                | 1860 Múnic          |
| 14   | Migcampista      | Hannes Reinmayr      | 23 d'agost 1969     | -                | Sturm Graz          |
| 15   | Migcampista      | Arnold Wetl          | 2 de febrer 1970    | -                | Rapid Vienna        |
| 16   | Porter           | Franz Wohlfahrt      | 1 de juliol 1964    | -                | Stuttgart           |
| 17   | Migcampista      | Roman Mählich        | 17 de setembre 1971 | -                | Sturm Graz          |
| 18   | Migcampista      | Peter Stöger         | 11 d'abril 1966     | -                | LASK Linz           |
| 19   | Davanter         | Toni Polster         | 10 de març 1964     | -                | FC Köln             |
| 20   | Migcampista      | Andreas Heraf        | 10 de setembre 1967 | -                | Rapid Vienna        |
| 21   | Porter           | Wolfgang Knaller     | 9 d'octubre 1961    | -                | Austria Vienna      |
| 22   | Migcampista      | Dietmar Kühbauer     | 4 d'abril 1971      | -                | Reial Societat      |
| Ent. | Herbert Prohaska | Herbert Prohaska     | Herbert Prohaska    | Herbert Prohaska | Herbert Prohaska    |

## Camerun
| #    | Posició       | Nom                  | Naixement           | P. Sel.       | Club                   |
| ---- | ------------- | -------------------- | ------------------- | ------------- | ---------------------- |
| 1    | Porter        | Jacques Songo'o      | 17 de març 1964     | -             | Deportivo de La Coruña |
| 2    | Defensa       | Joseph Elanga        | 2 de maig 1979      | -             | Tonnerre Yaoundé       |
| 3    | Defensa       | Pierre Wome          | 26 de març 1979     | -             | Lucchese               |
| 4    | Defensa       | Rigobert Song        | 1 de juliol 1976    | -             | FC Metz                |
| 5    | Defensa       | Raymond Kalla        | 22 d'abril 1975     | -             | Panahaiki              |
| 6    | Defensa       | Pierre Njanka        | 15 de març 1975     | -             | Olympique Mwolye       |
| 7    | Davanter      | François Omam-Biyik  | 21 de maig 1966     | -             | UC Sampdoria           |
| 8    | Migcampista   | Didier Angibeaud     | 8 d'octubre 1974    | -             | OGC Nice               |
| 9    | Davanter      | Alphonse Tchami      | 14 de febrer 1971   | -             | Hertha BSC Berlin      |
| 10   | Davanter      | Patrick Mboma        | 15 de novembre 1970 | -             | Gamba Osaka            |
| 11   | Davanter      | Samuel Eto'o         | 10 de març 1981     | -             | Leganés                |
| 12   | Defensa       | Lauren               | 19 de gener 1977    | -             | Llevant UE             |
| 13   | Migcampista   | Patrice Abanda       | 3 d'agost 1978      | -             | Espoir Yaounde         |
| 14   | Migcampista   | Augustine Simo       | 18 de setembre 1978 | -             | AS Saint-Étienne       |
| 15   | Migcampista   | Joseph Ndo           | 28 d'abril 1976     | -             | Cottonsport Garoua     |
| 16   | Porter        | Bassey William Andem | 14 de juny 1968     | -             | Boavista               |
| 17   | Davanter      | Michel Pensée        | 16 de juny 1973     | -             | Ilhwa Chunma           |
| 18   | Migcampista   | Samuel Ipoua         | 1 de març 1973      | -             | Rapid Vienna           |
| 19   | Davanter      | Marcel Mahouvé       | 16 de gener 1973    | -             | Montpellier            |
| 20   | Migcampista   | Salomon Olembé       | 8 de desembre 1980  | -             | Nantes                 |
| 21   | Davanter      | Joseph-Désiré Job    | 1 de desembre 1977  | -             | Olympique de Lió       |
| 22   | Porter        | Alioum Boukar        | 3 de gener 1972     | -             | Samsunspor             |
| Ent. | Claude Le Roy | Claude Le Roy        | Claude Le Roy       | Claude Le Roy | Claude Le Roy          |

## Xile
| #    | Posició       | Nom                | Naixement              | P. Sel.       | Club                 |
| ---- | ------------- | ------------------ | ---------------------- | ------------- | -------------------- |
| 1    | Porter        | Nelson Tapia       | 22 de setembre de 1966 | 34            | Universidad Católica |
| 2    | Defensa       | Cristián Castañeda | 18 de setembre de 1968 | 24            | Universidad de Chile |
| 3    | Defensa       | Ronald Fuentes     | 22 de juny de 1969     | 41            | Universidad de Chile |
| 4    | Defensa       | Francisco Rojas    | 22 de juliol de 1974   | 12            | Colo-Colo            |
| 5    | Defensa       | Javier Margas      | 10 de maig de 1969     | 52            | Universidad Católica |
| 6    | Defensa       | Pedro Reyes        | 13 de novembre de 1972 | 24            | Colo-Colo            |
| 7    | Migcampista   | Nelson Parraguez   | 5 d'abril de 1971      | 37            | Universidad Católica |
| 8    | Migcampista   | Clarence Acuña     | 8 de febrer de 1975    | 28            | Universidad de Chile |
| 9    | Davanter      | Iván Zamorano      | 18 de gener de 1967    | 42            | Internazionale       |
| 10   | Migcampista   | José Luis Sierra   | 5 de desembre de 1968  | 31            | Colo-Colo            |
| 11   | Davanter      | Marcelo Salas      | 24 de desembre de 1974 | 39            | River Plate          |
| 12   | Porter        | Marcelo Ramírez    | 29 de maig de 1965     | 19            | Colo-Colo            |
| 13   | Davanter      | Manuel Neira       | 12 d'octubre de 1977   | 5             | Colo-Colo            |
| 14   | Defensa       | Miguel Ramírez     | 11 de juny de 1970     | 38            | Universidad Católica |
| 15   | Defensa       | Moisés Villarroel  | 12 de febrer de 1976   | 10            | Santiago Wanderers   |
| 16   | Defensa       | Mauricio Aros      | 9 de març de 1976      | 4             | Universidad de Chile |
| 17   | Migcampista   | Marcelo Vega       | 12 d'agost de 1971     | 29            | MetroStars           |
| 18   | Migcampista   | Luis Musrri        | 24 de desembre de 1968 | 27            | Universidad de Chile |
| 19   | Migcampista   | Fernando Cornejo   | 28 de gener de 1969    | 27            | Cobreloa             |
| 20   | Migcampista   | Fabián Estay       | 5 d'octubre de 1968    | 48            | Toluca               |
| 21   | Davanter      | Rodrigo Barrera    | 30 de març de 1970     | 22            | Universidad de Chile |
| 22   | Porter        | Carlos Tejas       | 4 d'octubre de 1974    | 0             | Coquimbo Unido       |
| Ent. | Nelson Acosta | Nelson Acosta      | Nelson Acosta          | Nelson Acosta | Nelson Acosta        |

## Itàlia
| #    | Posició        | Nom                   | Naixement           | P. Sel.        | Club              |
| ---- | -------------- | --------------------- | ------------------- | -------------- | ----------------- |
| 1    | Porter         | Francesco Toldo       | 2 de desembre 1971  | 6              | ACF Fiorentina    |
| 2    | Defensa        | Giuseppe Bergomi      | 22 de desembre 1963 | 78             | Internazionale    |
| 3    | Defensa        | Paolo Maldini         | 26 de juny 1968     | 88             | AC Milan          |
| 4    | Defensa        | Fabio Cannavaro       | 13 de setembre 1973 | 14             | Parma FC          |
| 5    | Defensa        | Alessandro Costacurta | 24 d'abril 1966     | 54             | AC Milan          |
| 6    | Defensa        | Alessandro Nesta      | 19 de març 1976     | 12             | SS Lazio          |
| 7    | Defensa        | Gianluca Pessotto     | 11 d'agost 1970     | 4              | Juventus FC       |
| 8    | Defensa        | Moreno Torricelli     | 23 de gener 1970    | 6              | Juventus FC       |
| 9    | Migcampista    | Demetrio Albertini    | 23 d'agost 1971     | 57             | AC Milan          |
| 10   | Davanter       | Alessandro Del Piero  | 9 de novembre 1974  | 19             | Juventus FC       |
| 11   | Migcampista    | Dino Baggio           | 24 de juliol 1971   | 46             | Parma FC          |
| 12   | Porter         | Gianluca Pagliuca     | 18 de desembre 1966 | 34             | Internazionale    |
| 13   | Migcampista    | Sandro Cois           | 9 de juny 1972      | 1              | ACF Fiorentina    |
| 14   | Migcampista    | Luigi Di Biagio       | 3 de juny 1971      | 13             | AS Roma           |
| 15   | Migcampista    | Angelo Di Livio       | 26 de juliol 1966   | 21             | Juventus FC       |
| 16   | Migcampista    | Roberto Di Matteo     | 29 de maig 1970     | 32             | Chelsea FC        |
| 17   | Migcampista    | Francesco Moriero     | 31 de març 1969     | 3              | Internazionale    |
| 18   | Davanter       | Roberto Baggio        | 18 de febrer 1967   | 48             | Bologna           |
| 19   | Davanter       | Filippo Inzaghi       | 9 d'agost 1973      | 4              | Juventus FC       |
| 20   | Davanter       | Enrico Chiesa         | 29 de desembre 1970 | 6              | Parma FC          |
| 21   | Davanter       | Christian Vieri       | 12 de juliol 1973   | 8              | Atlètic de Madrid |
| 22   | Porter         | Gianluigi Buffon      | 28 de gener 1978    | 2              | Parma FC          |
| Ent. | Cesare Maldini | Cesare Maldini        | Cesare Maldini      | Cesare Maldini | Cesare Maldini    |

## Dinamarca
| #    | Posició      | Nom                | Naixement           | P. Sel.      | Club                 |
| ---- | ------------ | ------------------ | ------------------- | ------------ | -------------------- |
| 1    | Porter       | Peter Schmeichel   | 18 de novembre 1963 | -            | Manchester United FC |
| 2    | Defensa      | Michael Schjønberg | 19 de gener 1967    | -            | Kaiserslautern       |
| 3    | Defensa      | Marc Rieper        | 5 de juny 1968      | -            | Celtic FC            |
| 4    | Defensa      | Jes Høgh           | 7 de maig 1966      | -            | Fenerbahçe SK        |
| 5    | Defensa      | Jan Heintze        | 17 d'agost 1963     | -            | Bayer Leverkusen     |
| 6    | Defensa      | Thomas Helveg      | 24 de juny 1971     | -            | Udinese              |
| 7    | Migcampista  | Allan Nielsen      | 13 de març 1971     | -            | Tottenham Hotspur FC |
| 8    | Migcampista  | Per Frandsen       | 6 de febrer 1970    | -            | Bolton Wanderers FC  |
| 9    | Davanter     | Miklos Molnar      | 10 d'abril 1970     | -            | Sevilla FC           |
| 10   | Migcampista  | Michael Laudrup    | 15 de juny 1964     | -            | Ajax                 |
| 11   | Davanter     | Brian Laudrup      | 22 de febrer 1969   | -            | Rangers FC           |
| 12   | Defensa      | Søren Colding      | 2 de setembre 1972  | -            | Brøndby              |
| 13   | Defensa      | Jacob Laursen      | 6 d'octubre 1971    | -            | Derby County FC      |
| 14   | Migcampista  | Morten Wieghorst   | 25 de febrer 1971   | -            | Celtic FC            |
| 15   | Migcampista  | Stig Tøfting       | 14 d'agost 1969     | -            | MSV Duisburg         |
| 16   | Porter       | Mogens Krogh       | 31 d'octubre 1963   | -            | Brøndby              |
| 17   | Migcampista  | Bjarne Goldbæk     | 6 d'octubre 1968    | -            | FC Copenhagen        |
| 18   | Davanter     | Peter Møller       | 23 de març 1972     | -            | PSV Eindhoven        |
| 19   | Davanter     | Ebbe Sand          | 19 de juliol 1972   | -            | Brøndby              |
| 20   | Defensa      | René Henriksen     | 27 d'agost 1969     | -            | AB                   |
| 21   | Migcampista  | Martin Jørgensen   | 6 d'octubre 1975    | -            | Udinese              |
| 22   | Porter       | Peter Kjær         | 5 de novembre 1965  | -            | Silkeborg            |
| Ent. | Bo Johansson | Bo Johansson       | Bo Johansson        | Bo Johansson | Bo Johansson         |

## França
| #    | Posició      | Nom                | Naixement           | P. Sel.      | Club                  |
| ---- | ------------ | ------------------ | ------------------- | ------------ | --------------------- |
| 1    | Porter       | Bernard Lama       | 7 d'abril 1963      | 37           | West Ham United FC    |
| 2    | Defensa      | Vincent Candela    | 24 d'octubre 1973   | 10           | AS Roma               |
| 3    | Defensa      | Bixente Lizarazu   | 9 de desembre 1969  | 32           | Bayern de Múnic       |
| 4    | Migcampista  | Patrick Vieira     | 23 de juny 1976     | 7            | Arsenal FC            |
| 5    | Defensa      | Laurent Blanc      | 19 de novembre 1965 | 68           | Olympique de Marsella |
| 6    | Davanter     | Youri Djorkaeff    | 9 de març 1968      | 37           | Internazionale        |
| 7    | Migcampista  | Didier Deschamps   | 15 d'octubre 1968   | 69           | Juventus FC           |
| 8    | Defensa      | Marcel Desailly    | 7 de setembre 1968  | 41           | AC Milan              |
| 9    | Davanter     | Stéphane Guivarc'h | 6 de setembre 1970  | 6            | AJ Auxerre            |
| 10   | Migcampista  | Zinédine Zidane    | 23 de juny 1972     | 33           | Juventus FC           |
| 11   | Migcampista  | Robert Pirès       | 29 d'octubre 1973   | 13           | FC Metz               |
| 12   | Davanter     | Thierry Henry      | 17 d'agost 1977     | 3            | AS Monaco             |
| 13   | Migcampista  | Bernard Diomède    | 23 de gener 1974    | 6            | AJ Auxerre            |
| 14   | Migcampista  | Alain Boghossian   | 27 d'octubre 1970   | 6            | UC Sampdoria          |
| 15   | Defensa      | Lilian Thuram      | 1 de gener 1972     | 32           | Parma FC              |
| 16   | Porter       | Fabien Barthez     | 28 de juny 1971     | 12           | AS Monaco             |
| 17   | Migcampista  | Emmanuel Petit     | 22 de setembre 1970 | 17           | Arsenal FC            |
| 18   | Defensa      | Frank Leboeuf      | 22 de gener 1968    | 13           | Chelsea FC            |
| 19   | Migcampista  | Christian Karembeu | 3 de desembre 1970  | 31           | Reial Madrid          |
| 20   | Davanter     | David Trézéguet    | 15 d'octubre 1977   | 4            | AS Monaco             |
| 21   | Davanter     | Christophe Dugarry | 24 de març 1972     | 23           | Olympique de Marsella |
| 22   | Porter       | Lionel Charbonnier | 25 d'octubre 1966   | 1            | AJ Auxerre            |
| Ent. | Aimé Jacquet | Aimé Jacquet       | Aimé Jacquet        | Aimé Jacquet | Aimé Jacquet          |

## Aràbia Saudita
| #    | Posició | Nom | Naixement | P. Sel. | Club |
| ---- | --- | --- | --- | --- | --- |
| 1    | Porter | Mohamed Al-Deayea                                                                                                 | 2 d'agost 1972 | 94 | Al-Ta'ee |
| 2    | Defensa | Mohammed Al-Jahani                                                                                                | 28 de setembre 1974                                                                                               | 64 | Al-Ahli |
| 3    | Defensa | Mohammed Al-Khilaiwi                                                                                              | 1 de setembre 1971                                                                                                | 86 | Al-Ittihad |
| 4    | Defensa | Abdullah Zubromawi                                                                                                | 15 de novembre 1973                                                                                               | 83 | Al-Ahli |
| 5    | Defensa | Ahmad Jamil Madani                                                                                                | 6 de gener 1970                                                                                                   | 94 | Al-Ittihad |
| 6    | Migcampista | Fuad Amin | 13 d'octubre 1972                                                                                                 | 95 | Al-Shabab |
| 7    | Davanter | Ibrahim Al-Shahrani                                                                                               | 21 de juliol 1974                                                                                                 | 19 | Al-Ahli |
| 8    | Davanter | Obeid Al-Dosari                                                                                                   | 2 d'octubre 1975                                                                                                  | 61 | Al-Wehda |
| 9    | Davanter | Sami Al-Jaber | 11 de desembre 1972                                                                                               | 85 | Al-Hilal Al-Riyad                                                                                                 |
| 10   | Davanter | Saeed Al-Owairan                                                                                                  | 19 d'agost 1967                                                                                                   | 55 | Al-Shabab |
| 11   | Davanter | Fahad Al-Mehallel                                                                                                 | 11 de novembre 1970                                                                                               | 85 | Al-Shabab |
| 12   | Migcampista | Ibrahim Al-Harbi                                                                                                  | 10 de juliol 1975                                                                                                 | 47 | Al-Nasr |
| 13   | Defensa | Hussein Sulaimani                                                                                                 | 23 de gener 1977                                                                                                  | 40 | Al-Ahli |
| 14   | Migcampista | Khalid Al-Muwallid                                                                                                | 23 de novembre 1971                                                                                               | 91 | Al-Ahli |
| 15   | Davanter | Yousuf Al-Thunayan                                                                                                | 18 de novembre 1963                                                                                               | 86 | Al-Hilal Al-Riyad                                                                                                 |
| 16   | Migcampista | Khamis Al-Owairan                                                                                                 | 8 de setembre 1973                                                                                                | 48 | Al-Hilal Al-Riyad                                                                                                 |
| 17   | Defensa | Ahmed Dokhi | 25 d'octubre 1976                                                                                                 | 12 | Al-Hilal Al-Riyad                                                                                                 |
| 18   | Migcampista | Nawaf Al-Temyat                                                                                                   | 26 de juny 1976                                                                                                   | 0 | Al-Hilal Al-Riyad                                                                                                 |
| 19   | Defensa | Abdulaziz Al-Janoubi                                                                                              | 21 de juliol 1974                                                                                                 | 3 | Al-Nasr |
| 20   | Migcampista | Hamzah Saleh | 19 d'abril 1967                                                                                                   | 38 | Al-Ahli |
| 21   | Porter | Hussein Al-Sadiq                                                                                                  | 15 d'octubre 1973                                                                                                 | 64 | Al-Qadisiya |
| 22   | Porter | Tisir Al-Antaif                                                                                                   | 16 de febrer 1974                                                                                                 | 0 | Al-Ittifaq |
| Ent. | Carlos Alberto Parreira (acomiadat després de dos partits i reemplaçat per Mohammed Al-Kharashy pel partit final) | Carlos Alberto Parreira (acomiadat després de dos partits i reemplaçat per Mohammed Al-Kharashy pel partit final) | Carlos Alberto Parreira (acomiadat després de dos partits i reemplaçat per Mohammed Al-Kharashy pel partit final) | Carlos Alberto Parreira (acomiadat després de dos partits i reemplaçat per Mohammed Al-Kharashy pel partit final) | Carlos Alberto Parreira (acomiadat després de dos partits i reemplaçat per Mohammed Al-Kharashy pel partit final) |

## Sud-àfrica
| #    | Posició            | Nom                | Naixement           | P. Sel.            | Club                  |
| ---- | ------------------ | ------------------ | ------------------- | ------------------ | --------------------- |
| 1    | Porter             | Hans Vonk          | 30 de gener 1970    | 0                  | Heerenveen            |
| 2    | Defensa            | Themba Mnguni      | 16 de desembre 1973 | 3                  | Mamelodi Sundowns     |
| 3    | Defensa            | David Nyathi       | 22 de març 1969     | 35                 | St. Gallen            |
| 4    | Defensa            | Willem Jackson     | 26 de març 1972     | 12                 | Orlando Pirates       |
| 5    | Defensa            | Mark Fish          | 14 de març 1974     | 37                 | Bolton Wanderers FC   |
| 6    | Davanter           | Philemon Masinga   | 28 de juny 1969     | 41                 | AS Bari               |
| 7    | Migcampista        | Quinton Fortune    | 21 de maig 1977     | 6                  | Atlètic de Madrid     |
| 8    | Migcampista        | Alfred Phiri       | 22 de juny 1974     | 2                  | Vanspor               |
| 9    | Davanter           | Shaun Bartlett     | 31 d'octubre 1972   | 29                 | Cape Town Spurs       |
| 10   | Migcampista        | John Moshoeu       | 18 de desembre 1965 | 44                 | Fenerbahçe SK         |
| 11   | Migcampista        | Helman Mkhalele    | 20 d'octubre 1969   | 35                 | Kayserispor           |
| 12   | Davanter           | Brendan Augustine  | 26 d'octubre 1971   | 26                 | LASK Linz             |
| 13   | Davanter           | Delron Buckley     | 7 de desembre 1977  | 0                  | VfL Bochum            |
| 14   | Davanter           | Jerry Sikhosana    | 8 de juny 1969      | 9                  | Orlando Pirates       |
| 15   | Migcampista        | Doctor Khumalo     | 26 de juny 1967     | 43                 | Kaizer Chiefs         |
| 16   | Porter             | Brian Baloyi       | 16 de març 1974     | 8                  | Kaizer Chiefs         |
| 17   | Davanter           | Benni McCarthy     | 12 de novembre 1977 | 10                 | AFC Ajax              |
| 18   | Migcampista        | Lebohang Morula    | 22 de desembre 1968 | 0                  | Vanspor               |
| 19   | Defensa            | Lucas Radebe       | 12 d'abril 1969     | 41                 | Leeds United          |
| 20   | Migcampista        | Naughty Mokoena    | 31 de març 1975     | 0                  | Manning Rangers       |
| 21   | Defensa            | Pierre Issa        | 12 de setembre 1975 | 1                  | Olympique de Marsella |
| 22   | Porter             | Andre Arendse*     | 27 de juny 1967     | 27                 | Fulham FC             |
| 23   | Porter             | Simon Gopane       | 26 de desembre 1974 | 1                  | Bloemfontein Celtic   |
| Ent. | Philippe Troussier | Philippe Troussier | Philippe Troussier  | Philippe Troussier | Philippe Troussier    |

*Andre Arendse es lesionà abans de començar el torneig. Fou reemplaçat per Paul Evans, que també es lesionà i fou reemplaçat per Simon Gopane.

## Bulgària
| #    | Posició       | Nom                | Naixement           | P. Sel.       | Club                       |
| ---- | ------------- | ------------------ | ------------------- | ------------- | -------------------------- |
| 1    | Porter        | Zdravko Zdravkov   | 4 d'octubre 1970    | -             | Istanbulspor               |
| 2    | Defensa       | Radostin Kishishev | 30 de juliol 1974   | -             | Litex Lovech               |
| 3    | Defensa       | Trifon Ivanov      | 27 de juliol 1965   | -             | CSKA Sofia                 |
| 4    | Defensa       | Ivaylo Petkov      | 24 de març 1976     | -             | Litex Lovech               |
| 5    | Migcampista   | Ivaylo Yordanov    | 22 d'abril 1968     | -             | Sporting Clube de Portugal |
| 6    | Migcampista   | Zlatko Yankov      | 7 de juny 1966      | -             | Beşiktaş JK                |
| 7    | Davanter      | Emil Kostadinov    | 12 d'agost 1967     | -             | CSKA Sofia                 |
| 8    | Davanter      | Hristo Stoítxkov   | 8 de febrer 1966    | -             | CSKA Sofia                 |
| 9    | Davanter      | Liuboslav Pènev    | 31 d'agost 1966     | -             | Compostela                 |
| 10   | Migcampista   | Krassimir Balakov  | 29 de març 1966     | -             | Stuttgart                  |
| 11   | Migcampista   | Ilian Iliev        | 2 de juliol 1968    | -             | Bursaspor                  |
| 12   | Porter        | Borislav Mikhailov | 12 de febrer 1963   | -             | Slavia Sofia               |
| 13   | Defensa       | Gosho Ginchev      | 2 de desembre 1969  | -             | Antalyaspor                |
| 14   | Davanter      | Marian Hristov     | 29 de juliol 1973   | -             | Kaiserslautern             |
| 15   | Defensa       | Adalbert Zafirov   | 29 de setembre 1969 | -             | Arminia Bielefeld          |
| 16   | Migcampista   | Anatoli Nankov     | 15 de juliol 1969   | -             | Lokomotiv Sofia            |
| 17   | Migcampista   | Stoycho Stoilov    | 15 d'octubre 1971   | -             | Litex Lovech               |
| 18   | Migcampista   | Daniel Borimirov   | 15 de gener 1970    | -             | 1860 Múnic                 |
| 19   | Davanter      | Gueorgui Bachev    | 18 d'abril 1977     | -             | Slavia Sofia               |
| 20   | Davanter      | Gueorgui Ivanov    | 2 de juliol 1976    | -             | Levski Sofia               |
| 21   | Defensa       | Rosen Kirilov      | 4 de gener 1973     | -             | Litex Lovech               |
| 22   | Defensa       | Milen Petkov       | 12 de gener 1974    | -             | CSKA Sofia                 |
| Ent. | Khristo Bónev | Khristo Bónev      | Khristo Bónev       | Khristo Bónev | Khristo Bónev              |

## Nigèria
| #    | Posició          | Nom                | Naixement           | P. Sel.          | Club                   |
| ---- | ---------------- | ------------------ | ------------------- | ---------------- | ---------------------- |
| 1    | Porter           | Peter Rufai        | 24 d'agost 1963     | 45               | Deportivo de La Coruña |
| 2    | Defensa          | Mobi Oparaku       | 1 de desembre 1976  | 3                | Kapellen               |
| 3    | Defensa          | Celestine Babayaro | 29 d'agost 1978     | 6                | Chelsea FC             |
| 4    | Davanter         | Nwankwo Kanu       | 1 d'agost 1976      | 7                | Internazionale         |
| 5    | Defensa          | Uche Okechukwu     | 27 de setembre 1967 | 41               | Fenerbahçe SK          |
| 6    | Defensa          | Taribo West        | 26 de març 1974     | 8                | Internazionale         |
| 7    | Migcampista      | Finidi George      | 15 d'abril 1971     | 36               | Reial Betis            |
| 8    | Migcampista      | Mutiu Adepoju      | 22 de desembre 1970 | 35               | Reial Societat         |
| 9    | Davanter         | Rashidi Yekini     | 23 d'octubre 1963   | 63               | Zurich                 |
| 10   | Migcampista      | Jay-Jay Okocha     | 14 d'agost 1973     | 26               | Fenerbahçe SK          |
| 11   | Migcampista      | Garba Lawal        | 22 de maig 1974     | 3                | Roda JC                |
| 12   | Porter           | William Okpara     | 7 de maig 1968      | 5                | Orlando Pirates        |
| 13   | Davanter         | Tijjani Babangida  | 25 de setembre 1973 | 4                | Ajax                   |
| 14   | Davanter         | Daniel Amokachi    | 30 de desembre 1972 | 43               | Beşiktaş JK            |
| 15   | Migcampista      | Sunday Oliseh      | 14 de setembre 1974 | 22               | Ajax                   |
| 16   | Defensa          | Uche Okafor        | 8 d'agost 1967      | 33               | Kansas City Wizards    |
| 17   | Defensa          | Augustine Eguavoen | 19 d'agost 1965     | 52               | Torpedo Moscou         |
| 18   | Migcampista      | Wilson Oruma       | 30 de desembre 1976 | 4                | RC Lens                |
| 19   | Migcampista      | Benedict Iroha     | 29 de novembre 1968 | 33               | Elx CF                 |
| 20   | Davanter         | Victor Ikpeba      | 12 de juny 1973     | 15               | AS Monaco              |
| 21   | Defensa          | Godwin Okpara      | 20 de setembre 1972 | 6                | RC Strasbourg          |
| 22   | Porter           | Abiodun Baruwa     | 16 de novembre 1974 | 3                | FC Sion                |
| Ent. | Bora Milutinović | Bora Milutinović   | Bora Milutinović    | Bora Milutinović | Bora Milutinović       |

## Paraguai
| #    | Posició                | Nom                    | Naixement              | P. Sel.                | Club                       |
| ---- | ---------------------- | ---------------------- | ---------------------- | ---------------------- | -------------------------- |
| 1    | Porter                 | José Luis Chilavert    | 27 de juliol 1965      | 40                     | Vélez Sársfield            |
| 2    | Defensa                | Francisco Arce         | 2 d'abril 1971         | 28                     | Palmeiras                  |
| 3    | Defensa                | Catalino Rivarola      | 30 d'abril 1965        | 49                     | Grêmio                     |
| 4    | Defensa                | Carlos Gamarra         | 17 de febrer 1971      | 48                     | Corinthians                |
| 5    | Defensa                | Celso Ayala            | 20 d'agost 1970        | 42                     | River Plate                |
| 6    | Migcampista            | Edgar Aguilera         | 28 de juliol 1975      | 1                      | Cerro Porteño              |
| 7    | Migcampista            | Julio César Yegros     | 31 de gener 1971       | 6                      | Cruz Azul                  |
| 8    | Migcampista            | Arístides Rojas        | 12 d'agost 1968        | 5                      | Unión Santa Fe             |
| 9    | Migcampista            | José Cardozo           | 19 de març 1971        | 12                     | Toluca                     |
| 10   | Migcampista            | Roberto Acuña          | 25 de març 1972        | 40                     | Reial Saragossa            |
| 11   | Defensa                | Pedro Sarabia          | 5 de juliol 1975       | 20                     | River Plate                |
| 12   | Porter                 | Danilo Aceval          | 15 de setembre 1975    | 3                      | Unión Santa Fe             |
| 13   | Migcampista            | Carlos Paredes         | 16 de juliol 1976      | 3                      | Olimpia Asunción           |
| 14   | Defensa                | Ricardo Ismael Rojas   | 26 de gener 1971       | 6                      | Estudiantes                |
| 15   | Davanter               | Miguel Ángel Benítez   | 19 de maig 1970        | 32                     | RCD Espanyol               |
| 16   | Migcampista            | Julio César Enciso     | 5 d'agost 1974         | 4                      | Internacional              |
| 17   | Davanter               | Hugo Brizuela          | 8 de febrer 1970       | 11                     | Argentinos Juniors         |
| 18   | Davanter               | César Ramírez          | 21 de març 1977        | 3                      | Sporting Clube de Portugal |
| 19   | Davanter               | Carlos Morales         | 4 de novembre 1968     | 0                      | Gimnasia Jujuy             |
| 20   | Defensa                | Denis Caniza           | 28 d'agost 1974        | 8                      | Olimpia Asunción           |
| 21   | Davanter               | Jorge Campos           | 11 d'agost 1970        | 10                     | Beijing Guo'an             |
| 22   | Porter                 | Rubén Ruiz Díaz        | 11 de novembre 1969    | 12                     | Monterrey                  |
| Ent. | Paulo César Carpegiani | Paulo César Carpegiani | Paulo César Carpegiani | Paulo César Carpegiani | Paulo César Carpegiani     |

## Espanya
| #    | Posició         | Nom                | Naixement               | P. Sel.         | Club              |
| ---- | --------------- | ------------------ | ----------------------- | --------------- | ----------------- |
| 1    | Porter          | Andoni Zubizarreta | 23 d'octubre del 1961   | 123             | València CF       |
| 2    | Defensa         | Albert Ferrer      | 6 de juny del 1970      | 34              | FC Barcelona      |
| 3    | Defensa         | Agustín Aranzábal  | 15 de març del 1973     | 6               | Reial Societat    |
| 4    | Defensa         | Rafael Alkorta     | 16 de setembre del 1968 | 48              | Athletic Club     |
| 5    | Defensa         | Abelardo           | 19 de març del 1970     | 40              | FC Barcelona      |
| 6    | Defensa         | Fernando Hierro    | 23 de març del 1968     | 55              | Reial Madrid      |
| 7    | Davanter        | Fernando Morientes | 5 d'abril del 1976      | 2               | Reial Madrid      |
| 8    | Migcampista     | Julen Guerrero     | 7 de gener del 1974     | 31              | Athletic Club     |
| 9    | Davanter        | Juan Antonio Pizzi | 7 de juny del 1968      | 21              | FC Barcelona      |
| 10   | Davanter        | Raúl               | 27 de juny del 1977     | 13              | Reial Madrid      |
| 11   | Davanter        | Alfonso            | 26 de setembre del 1972 | 26              | Reial Betis       |
| 12   | Defensa         | Sergi              | 28 de desembre del 1971 | 33              | FC Barcelona      |
| 13   | Porter          | Santiago Cañizares | 18 de desembre del 1969 | 10              | Reial Madrid      |
| 14   | Defensa         | Iván Campo         | 21 de febrer del 1974   | 2               | RCD Mallorca      |
| 15   | Defensa         | Carlos Aguilera    | 22 de maig del 1969     | 4               | Atlètic de Madrid |
| 16   | Migcampista     | Albert Celades     | 29 de setembre del 1975 | 1               | FC Barcelona      |
| 17   | Migcampista     | Joseba Etxeberria  | 5 de setembre del 1977  | 4               | Athletic Club     |
| 18   | Migcampista     | Guillermo Amor     | 4 de desembre del 1967  | 33              | FC Barcelona      |
| 19   | Davanter        | Kiko               | 26 d'abril del 1972     | 20              | Atlètic de Madrid |
| 20   | Defensa         | Miquel Àngel Nadal | 28 de juliol del 1966   | 43              | FC Barcelona      |
| 21   | Migcampista     | Luis Enrique       | 8 de maig del 1970      | 35              | FC Barcelona      |
| 22   | Porter          | José Molina        | 8 d'agost del 1970      | 1               | Atlètic de Madrid |
| Ent. | Javier Clemente | Javier Clemente    | Javier Clemente         | Javier Clemente | Javier Clemente   |

## Bèlgica
| #    | Posició         | Nom                  | Naixement           | P. Sel.         | Club            |
| ---- | --------------- | -------------------- | ------------------- | --------------- | --------------- |
| 1    | Porter          | Filip De Wilde       | 5 de juliol 1964    | -               | RSC Anderlecht  |
| 2    | Defensa         | Bertrand Crasson     | 5 d'octubre 1971    | -               | Napoli          |
| 3    | Defensa         | Lorenzo Staelens     | 30 d'abril 1964     | -               | Club Brugge     |
| 4    | Defensa         | Gordan Vidović       | 23 de juny 1968     | -               | Mouscron        |
| 5    | Defensa         | Vital Borkelmans     | 1 de juny 1963      | -               | Club Brugge     |
| 6    | Migcampista     | Franky Van Der Elst  | 30 d'abril 1961     | -               | Club Brugge     |
| 7    | Migcampista     | Marc Wilmots         | 22 de febrer 1969   | -               | FC Schalke 04   |
| 8    | Davanter        | Luis Oliveira        | 24 de març 1969     | -               | ACF Fiorentina  |
| 9    | Davanter        | Mbo Mpenza           | 4 de desembre 1976  | -               | Standard Liège  |
| 10   | Davanter        | Luc Nilis            | 25 de maig 1967     | -               | PSV Eindhoven   |
| 11   | Migcampista     | Nico Van Kerckhoven  | 14 de desembre 1970 | -               | Lierse SK       |
| 12   | Porter          | Philippe Vande Walle | 22 de desembre 1961 | -               | Eendracht Aalst |
| 13   | Porter          | Dany Verlinden       | 15 d'agost 1963     | -               | Club Brugge     |
| 14   | Migcampista     | Enzo Scifo           | 19 de febrer 1966   | -               | RSC Anderlecht  |
| 15   | Migcampista     | Philippe Clement     | 22 de març 1974     | -               | Racing Genk     |
| 16   | Defensa         | Glen De Boeck        | 22 d'agost 1971     | -               | RSC Anderlecht  |
| 17   | Defensa         | Mike Verstraeten     | 12 d'agost 1967     | -               | Germinal Ekeren |
| 18   | Davanter        | Gert Verheyen        | 20 de setembre 1970 | -               | Club Brugge     |
| 19   | Defensa         | Eric Van Meir        | 28 de febrer 1968   | -               | Lierse SK       |
| 20   | Davanter        | Émile Mpenza         | 4 de juliol 1978    | -               | Standard Liège  |
| 21   | Migcampista     | Danny Boffin         | 10 de juliol 1965   | -               | FC Metz         |
| 22   | Defensa         | Eric Deflandre       | 2 d'agost 1973      | -               | Club Brugge     |
| Ent. | Georges Leekens | Georges Leekens      | Georges Leekens     | Georges Leekens | Georges Leekens |

## Mèxic
| #    | Posició         | Nom                 | Naixement           | P. Sel.         | Club            |
| ---- | --------------- | ------------------- | ------------------- | --------------- | --------------- |
| 1    | Porter          | Jorge Campos        | 15 d'octubre 1966   | 106             | Chicago         |
| 2    | Defensa         | Claudio Suárez      | 17 de desembre 1968 | 121             | Guadalajara     |
| 3    | Defensa         | Joel Sánchez        | 17 d'agost 1974     | 20              | Guadalajara     |
| 4    | Migcampista     | Germán Villa        | 2 d'abril 1973      | 36              | América         |
| 5    | Defensa         | Duilio Davino       | 21 de març 1976     | 48              | América         |
| 6    | Migcampista     | Marcelino Bernal    | 27 de maig 1962     | 72              | Monterrey       |
| 7    | Migcampista     | Ramón Ramírez       | 5 de desembre 1969  | 92              | Guadalajara     |
| 8    | Migcampista     | Alberto García Aspe | 11 de maig 1967     | 82              | América         |
| 9    | Davanter        | Ricardo Peláez      | 14 de març 1963     | 41              | América         |
| 10   | Davanter        | Luis García         | 1 de juny 1969      | 89              | Atlante         |
| 11   | Davanter        | Cuauhtémoc Blanco   | 17 de gener 1973    | 42              | Necaxa          |
| 12   | Porter          | Oswaldo Sánchez     | 21 de setembre 1973 | 9               | América         |
| 13   | Defensa         | Pavel Pardo         | 26 de juny 1976     | 43              | Atlas           |
| 14   | Migcampista     | Raúl Lara           | 28 de febrer 1973   | 24              | América         |
| 15   | Davanter        | Luis Hernández      | 22 de desembre 1968 | 46              | Necaxa          |
| 16   | Defensa         | Isaac Terrazas      | 17 d'abril 1975     | 7               | América         |
| 17   | Davanter        | Francisco Palencia  | 28 d'abril 1973     | 27              | Cruz Azul       |
| 18   | Defensa         | Salvador Carmona    | 22 d'agost 1975     | 16              | Toluca          |
| 19   | Migcampista     | Braulio Luna        | 8 de setembre 1974  | 15              | U.N.A.M.        |
| 20   | Migcampista     | Jaime Ordiales      | 23 de desembre 1963 | 21              | Toluca          |
| 21   | Migcampista     | Jesús Arellano      | 8 de maig 1973      | 7               | Guadalajara     |
| 22   | Porter          | Óscar Pérez         | 1 de febrer 1973    | 8               | Cruz Azul       |
| Ent. | Manuel Lapuente | Manuel Lapuente     | Manuel Lapuente     | Manuel Lapuente | Manuel Lapuente |

## Països Baixos
| #    | Posició      | Nom                      | Naixement           | P. Sel.      | Club                 |
| ---- | ------------ | ------------------------ | ------------------- | ------------ | -------------------- |
| 1    | Porter       | Edwin van der Sar        | 29 d'octubre 1970   | 25           | Ajax                 |
| 2    | Defensa      | Michael Reiziger         | 3 de maig 1973      | 26           | FC Barcelona         |
| 3    | Defensa      | Jaap Stam                | 17 de juliol 1972   | 14           | PSV Eindhoven        |
| 4    | Defensa      | Frank de Boer            | 15 de maig 1970     | 55           | Ajax                 |
| 5    | Defensa      | Arthur Numan             | 14 de desembre 1969 | 29           | PSV Eindhoven        |
| 6    | Migcampista  | Wim Jonk                 | 12 de desembre 1966 | 42           | PSV Eindhoven        |
| 7    | Migcampista  | Ronald de Boer           | 15 de maig 1970     | 41           | Ajax                 |
| 8    | Davanter     | Dennis Bergkamp          | 10 de maig 1969     | 57           | Arsenal FC           |
| 9    | Davanter     | Patrick Kluivert         | 1 de juliol 1976    | 19           | AC Milan             |
| 10   | Migcampista  | Clarence Seedorf         | 1 d'abril 1976      | 31           | Reial Madrid         |
| 11   | Migcampista  | Phillip Cocu             | 29 d'octubre 1970   | 20           | PSV Eindhoven        |
| 12   | Migcampista  | Boudewijn Zenden         | 15 d'agost 1976     | 6            | PSV Eindhoven        |
| 13   | Defensa      | André Ooijer             | 11 de juliol 1974   | 0            | PSV Eindhoven        |
| 14   | Davanter     | Marc Overmars            | 29 de març 1973     | 40           | Arsenal FC           |
| 15   | Defensa      | Winston Bogarde          | 22 d'octubre 1970   | 14           | FC Barcelona         |
| 16   | Migcampista  | Edgar Davids             | 13 de març 1973     | 12           | Juventus FC          |
| 17   | Davanter     | Pierre van Hooijdonk     | 29 de novembre 1969 | 12           | Nottingham Forest FC |
| 18   | Porter       | Ed de Goeij              | 20 de desembre 1966 | 31           | Chelsea FC           |
| 19   | Migcampista  | Giovanni van Bronckhorst | 5 de febrer 1975    | 8            | Feyenoord            |
| 20   | Migcampista  | Aron Winter              | 1 de març 1967      | 72           | Internazionale       |
| 21   | Davanter     | Jimmy Floyd Hasselbaink  | 27 de març 1972     | 3            | Leeds United         |
| 22   | Porter       | Ruud Hesp                | 31 d'octubre 1965   | 0            | FC Barcelona         |
| Ent. | Guus Hiddink | Guus Hiddink             | Guus Hiddink        | Guus Hiddink | Guus Hiddink         |

## Corea del Sud
| #    | Posició                                                                                         | Nom                                                                                             | Naixement                                                                                       | P. Sel.                                                                                         | Club                    |
| ---- | ----------------------------------------------------------------------------------------------- | ----------------------------------------------------------------------------------------------- | ----------------------------------------------------------------------------------------------- | ----------------------------------------------------------------------------------------------- | ----------------------- |
| 1    | Porter                                                                                          | Kim Byung-Ji                                                                                    | 8 d'abril 1970                                                                                  | 34                                                                                              | Ulsan Hyundai           |
| 2    | Migcampista                                                                                     | Choi Sung-Yong                                                                                  | 15 de desembre 1975                                                                             | 27                                                                                              | Sangmu                  |
| 3    | Defensa                                                                                         | Lee Lim-Saeng                                                                                   | 18 de novembre 1971                                                                             | 17                                                                                              | Puchon SK               |
| 4    | Defensa                                                                                         | Choi Yong-Il                                                                                    | 25 d'abril 1966                                                                                 | 54                                                                                              | Ulsan Hyundai           |
| 5    | Defensa                                                                                         | Lee Min-Sung                                                                                    | 23 de juny 1973                                                                                 | 29                                                                                              | Pusan Daewoo            |
| 6    | Defensa                                                                                         | Yoo Sang-Chul                                                                                   | 18 d'octubre 1971                                                                               | 57                                                                                              | Ulsan Hyundai           |
| 7    | Migcampista                                                                                     | Kim Do-Keun                                                                                     | 2 de març 1972                                                                                  | 13                                                                                              | Chunnam Dragons         |
| 8    | Migcampista                                                                                     | Noh Jung-Yoon                                                                                   | 28 de març 1971                                                                                 | 36                                                                                              | NAC Breda               |
| 9    | Davanter                                                                                        | Kim Do-Hoon                                                                                     | 21 de juliol 1970                                                                               | 37                                                                                              | Vissel Kobe             |
| 10   | Davanter                                                                                        | Choi Yong-Soo                                                                                   | 10 de setembre 1973                                                                             | 33                                                                                              | Sangmu                  |
| 11   | Davanter                                                                                        | Seo Jung-Won                                                                                    | 17 de desembre 1970                                                                             | 73                                                                                              | RC Strasbourg           |
| 12   | Defensa                                                                                         | Lee Sang-Hun                                                                                    | 11 d'octubre 1975                                                                               | 13                                                                                              | Anyang Cheetahs FC      |
| 13   | Defensa                                                                                         | Kim Tae-Young                                                                                   | 8 de novembre 1970                                                                              | 35                                                                                              | Chunnam Dragons         |
| 14   | Migcampista                                                                                     | Ko Jong-Soo                                                                                     | 30 d'octubre 1978                                                                               | 22                                                                                              | Suwon Samsung Bluewings |
| 15   | Migcampista                                                                                     | Lee Sang-Yoon                                                                                   | 10 d'abril 1969                                                                                 | 28                                                                                              | Ilhwa Chunma            |
| 16   | Defensa                                                                                         | Jang Hyung-Seok                                                                                 | 7 de juliol 1972                                                                                | 7                                                                                               | Ulsan Hyundai           |
| 17   | Migcampista                                                                                     | Ha Seok-Ju                                                                                      | 20 de febrer 1968                                                                               | 80                                                                                              | Cerezo Osaka            |
| 18   | Davanter                                                                                        | Hwang Sun-Hong                                                                                  | 14 de juliol 1968                                                                               | 80                                                                                              | Pohang Steelers         |
| 19   | Defensa                                                                                         | Jang Dae-Il                                                                                     | 9 de març 1975                                                                                  | 14                                                                                              | Ilhwa Chunma            |
| 20   | Defensa                                                                                         | Hong Myung-Bo                                                                                   | 12 de febrer 1969                                                                               | 94                                                                                              | Bellmare Hiratsuka      |
| 21   | Davanter                                                                                        | Lee Dong-Gook                                                                                   | 29 d'abril 1979                                                                                 | 0                                                                                               | Pohang Steelers         |
| 22   | Porter                                                                                          | Seo Dong-Myung                                                                                  | 4 de maig 1974                                                                                  | 21                                                                                              | Sangmu                  |
| Ent. | Cha Bum-Kun (acomiadat després de dos partits i reemplaçat per Kim Pyung-Seok pel partit final) | Cha Bum-Kun (acomiadat després de dos partits i reemplaçat per Kim Pyung-Seok pel partit final) | Cha Bum-Kun (acomiadat després de dos partits i reemplaçat per Kim Pyung-Seok pel partit final) | Cha Bum-Kun (acomiadat després de dos partits i reemplaçat per Kim Pyung-Seok pel partit final) |                         |

## Alemanya
| #    | Posició     | Nom              | Naixement           | P. Sel.     | Club                  |
| ---- | ----------- | ---------------- | ------------------- | ----------- | --------------------- |
| 1    | Porter      | Andreas Köpke    | 12 de març 1962     | 54          | Olympique de Marsella |
| 2    | Defensa     | Christian Wörns  | 10 de maig 1972     | 17          | Bayer Leverkusen      |
| 3    | Migcampista | Jörg Heinrich    | 6 de desembre 1969  | 15          | Borussia Dortmund     |
| 4    | Defensa     | Jürgen Kohler    | 6 d'octubre 1965    | 101         | Borussia Dortmund     |
| 5    | Defensa     | Thomas Helmer    | 21 d'abril 1965     | 66          | Bayern de Múnic       |
| 6    | Defensa     | Olaf Thon        | 1 de maig 1966      | 48          | FC Schalke 04         |
| 7    | Migcampista | Andreas Möller   | 2 de setembre 1967  | 79          | Borussia Dortmund     |
| 8    | Defensa     | Lothar Matthäus  | 21 de març 1961     | 125         | Bayern de Múnic       |
| 9    | Davanter    | Ulf Kirsten      | 4 de desembre 1965  | 32*         | Bayer Leverkusen      |
| 10   | Migcampista | Thomas Häßler    | 30 de maig 1966     | 93          | Karlsruhe             |
| 11   | Davanter    | Olaf Marschall   | 19 de març 1966     | 7*          | Kaiserslautern        |
| 12   | Porter      | Oliver Kahn      | 15 de juny 1969     | 10          | Bayern de Múnic       |
| 13   | Migcampista | Jens Jeremies    | 5 de març 1974      | 5           | 1860 Múnic            |
| 14   | Defensa     | Markus Babbel    | 8 de setembre 1972  | 30          | Bayern de Múnic       |
| 15   | Migcampista | Steffen Freund   | 19 de gener 1970    | 21          | Borussia Dortmund     |
| 16   | Migcampista | Dietmar Hamann   | 27 d'agost 1973     | 7           | Bayern de Múnic       |
| 17   | Migcampista | Christian Ziege  | 1 de febrer 1972    | 37          | AC Milan              |
| 18   | Davanter    | Jürgen Klinsmann | 30 de juliol 1964   | 103         | Tottenham Hotspur FC  |
| 19   | Defensa     | Stefan Reuter    | 16 d'octubre 1966   | 68          | Borussia Dortmund     |
| 20   | Davanter    | Oliver Bierhoff  | 1 de maig 1968      | 26          | Udinese               |
| 21   | Migcampista | Michael Tarnat   | 27 d'octubre 1969   | 12          | Bayern de Múnic       |
| 22   | Porter      | Jens Lehmann     | 10 de novembre 1969 | 2           | FC Schalke 04         |
| Ent. | Berti Vogts | Berti Vogts      | Berti Vogts         | Berti Vogts | Berti Vogts           |

Nota: Kirsten i Marschall també van ser internacionals per Alemanya de l'Est (49 i 4, respectivament).

## Iran
| #    | Posició      | Nom                   | Naixement           | P. Sel.      | Club                  |
| ---- | ------------ | --------------------- | ------------------- | ------------ | --------------------- |
| 1    | Porter       | Ahmad Reza Abedzadeh  | 26 de maig 1966     | 66           | Persepolis F.C.       |
| 2    | Migcampista  | Mehdi Mahdavikia      | 24 de juliol 1977   | 24           | Persepolis F.C.       |
| 3    | Defensa      | Naeem Saadavi         | 16 de juny 1969     | 8            | Persepolis F.C.       |
| 4    | Defensa      | Mohammad Khakpour     | 20 de febrer 1969   | 37           | Persepolis F.C.       |
| 5    | Defensa      | Afshin Peyrovani      | 6 de febrer 1970    | 37           | Persepolis F.C.       |
| 6    | Migcampista  | Karim Bagheri         | 20 de febrer 1974   | 44           | Arminia Bielefeld     |
| 7    | Migcampista  | Alireza Mansourian    | 2 de desembre 1971  | 33           | Esteghlal F.C.        |
| 8    | Migcampista  | Sirous Dinmohammadi   | 2 de juliol 1970    | 16           | Shahrdari Tabriz F.C. |
| 9    | Migcampista  | Hamid Reza Estili     | 1 d'abril 1967      | 44           | Bahman F.C.           |
| 10   | Davanter     | Ali Daei              | 21 de març 1969     | 50           | Arminia Bielefeld     |
| 11   | Davanter     | Khodadad Azizi        | 22 de juny 1971     | 27           | FC Köln               |
| 12   | Porter       | Nima Nakisa           | 1 de maig 1975      | 1            | Persepolis F.C.       |
| 13   | Davanter     | Ali Latifi            | 20 de febrer 1976   | 0            | Bahman F.C.           |
| 14   | Defensa      | Nader Mohammadkhani   | 23 d'agost 1963     | 16           | Poly Acryl F.C.       |
| 15   | Defensa      | Ali Akbar Ostad-Asadi | 17 de setembre 1965 | 29           | F.C. Zob Ahan         |
| 16   | Migcampista  | Reza Shahroudi        | 21 de febrer 1972   | 34           | Persepolis F.C.       |
| 17   | Defensa      | Javad Zarincheh       | 23 de juliol 1966   | 55           | Esteghlal F.C.        |
| 18   | Davanter     | Sattar Hamedani       | 6 de juny 1974      | 3            | Bahman F.C.           |
| 19   | Davanter     | Behnam Seraj          | 19 de juny 1971     | 0            | Persepolis F.C.       |
| 20   | Defensa      | Mehdi Pashazadeh      | 27 de desembre 1973 | 4            | Esteghlal F.C.        |
| 21   | Migcampista  | Mehrdad Minavand      | 30 de novembre 1975 | 23           | Persepolis F.C.       |
| 22   | Porter       | Parviz Boromand       | 30 de maig 1974     | 0            | Esteghlal F.C.        |
| Ent. | Jalal Talebi | Jalal Talebi          | Jalal Talebi        | Jalal Talebi | Jalal Talebi          |

## Estats Units
| #    | Posició       | Nom               | Naixement           | P. Sel.       | Club                   |
| ---- | ------------- | ----------------- | ------------------- | ------------- | ---------------------- |
| 1    | Porter        | Brad Friedel      | 18 de maig 1971     | 56            | Liverpool FC           |
| 2    | Migcampista   | Frankie Hejduk    | 5 d'agost 1974      | 11            | Tampa Bay Mutiny       |
| 3    | Defensa       | Eddie Pope        | 24 de desembre 1973 | 23            | D.C. United            |
| 4    | Defensa       | Mike Burns        | 14 de setembre 1970 | 73            | New England Revolution |
| 5    | Migcampista   | Thomas Dooley     | 12 de maig 1961     | 77            | Columbus Crew          |
| 6    | Defensa       | David Regis       | 2 de desembre 1968  | 2             | Karlsruhe              |
| 7    | Davanter      | Roy Wegerle       | 19 de març 1964     | 39            | Tampa Bay Mutiny       |
| 8    | Davanter      | Earnie Stewart    | 28 de març 1969     | 47            | NAC Breda              |
| 9    | Davanter      | Joe-Max Moore     | 23 de febrer 1971   | 68            | New England Revolution |
| 10   | Migcampista   | Tab Ramos         | 21 de setembre 1966 | 80            | MetroStars             |
| 11   | Davanter      | Eric Wynalda      | 9 de juny 1969      | 100           | San Jose Clash         |
| 12   | Defensa       | Jeff Agoos        | 2 de maig 1968      | 87            | D.C. United            |
| 13   | Migcampista   | Cobi Jones        | 16 de juny 1970     | 107           | Los Angeles Galaxy     |
| 14   | Migcampista   | Preki             | 24 de juny 1963     | 24            | Kansas City Wizards    |
| 15   | Migcampista   | Chad Deering      | 2 de setembre 1970  | 10            | VfL Wolfsburg          |
| 16   | Porter        | Juergen Sommer    | 27 de febrer 1969   | 8             | Columbus Crew          |
| 17   | Defensa       | Marcelo Balboa    | 8 d'agost 1967      | 126           | Colorado Rapids        |
| 18   | Porter        | Kasey Keller      | 29 de novembre 1969 | 33            | Leicester City FC      |
| 19   | Migcampista   | Brian Maisonneuve | 28 de juny 1973     | 7             | Columbus Crew          |
| 20   | Davanter      | Brian McBride     | 19 de juny 1972     | 21            | Columbus Crew          |
| 21   | Migcampista   | Claudio Reyna     | 20 de juliol 1973   | 59            | VfL Wolfsburg          |
| 22   | Defensa       | Alexi Lalas       | 1 de juny 1970      | 98            | MetroStars             |
| Ent. | Steve Sampson | Steve Sampson     | Steve Sampson       | Steve Sampson | Steve Sampson          |

## Iugoslàvia
| #    | Posició          | Nom                  | Naixement           | P. Sel.          | Club                 |
| ---- | ---------------- | -------------------- | ------------------- | ---------------- | -------------------- |
| 1    | Porter           | Ivica Kralj          | 26 de març 1973     | 15               | Partizan             |
| 2    | Defensa          | Zoran Mirković       | 21 de setembre 1971 | 28               | Atalanta Bergamo     |
| 3    | Defensa          | Goran Đorović        | 11 de novembre 1971 | 26               | Celta de Vigo        |
| 4    | Migcampista      | Slaviša Jokanović    | 16 d'agost 1968     | 33               | Tenerife             |
| 5    | Defensa          | Miroslav Đukić       | 19 de febrer 1966   | 23               | València CF          |
| 6    | Defensa          | Branko Brnović       | 8 d'agost 1967      | 22               | RCD Espanyol         |
| 7    | Migcampista      | Vladimir Jugović     | 30 d'agost 1968     | 24               | SS Lazio             |
| 8    | Davanter         | Dejan Savićević      | 15 de setembre 1966 | 49               | AC Milan             |
| 9    | Davanter         | Predrag Mijatović    | 19 de gener 1969    | 28               | Reial Madrid         |
| 10   | Migcampista      | Dragan Stojković     | 3 de març 1965      | 64               | Nagoya Grampus Eight |
| 11   | Defensa          | Siniša Mihajlović    | 20 de febrer 1969   | 30               | UC Sampdoria         |
| 12   | Porter           | Dragoje Leković      | 21 de novembre 1967 | 13               | Sporting de Gijón    |
| 13   | Defensa          | Slobodan Komljenović | 2 de gener 1971     | 8                | Duisburg             |
| 14   | Defensa          | Niša Saveljić        | 23 de febrer 1970   | 20               | Girondins Bordeaux   |
| 15   | Migcampista      | Ljubinko Drulović    | 11 de setembre 1968 | 16               | Porto                |
| 16   | Migcampista      | Željko Petrović      | 13 de novembre 1965 | 12               | Urawa Red Diamonds   |
| 17   | Davanter         | Savo Milošević       | 2 de setembre 1973  | 28               | Aston Villa          |
| 18   | Migcampista      | Dejan Govedarica     | 14 de febrer 1972   | 20               | US Lecce             |
| 19   | Migcampista      | Miroslav Stević      | 7 de gener 1970     | 5                | 1860 Múnic           |
| 20   | Davanter         | Dejan Stanković      | 11 de setembre 1978 | 3                | Crvena Zvezda        |
| 21   | Davanter         | Perica Ognjenović    | 24 de febrer 1977   | 5                | Crvena Zvezda        |
| 22   | Davanter         | Darko Kovačević      | 18 de novembre 1973 | 19               | Reial Societat       |
| Ent. | Slobodan Santrač | Slobodan Santrač     | Slobodan Santrač    | Slobodan Santrač | Slobodan Santrač     |

## Colòmbia
| #    | Posició            | Nom                 | Naixement           | P. Sel.            | Club                   |
| ---- | ------------------ | ------------------- | ------------------- | ------------------ | ---------------------- |
| 1    | Porter             | Óscar Córdoba       | 3 de febrer 1970    | -                  | Boca Juniors           |
| 2    | Defensa            | Iván Córdoba        | 11 d'agost 1976     | -                  | San Lorenzo            |
| 3    | Defensa            | Everth Palacios     | 18 de gener 1969    | -                  | Deportivo Cali         |
| 4    | Defensa            | José Santa          | 12 de novembre 1970 | -                  | Atlético Nacional      |
| 5    | Defensa            | Jorge Bermúdez      | 18 de juny 1971     | -                  | Boca Juniors           |
| 6    | Migcampista        | Mauricio Serna      | 22 de gener 1968    | -                  | Boca Juniors           |
| 7    | Davanter           | Antony de Ávila     | 21 de desembre 1963 | -                  | Barcelona SC           |
| 8    | Migcampista        | John Harold Lozano  | 30 de març 1972     | -                  | Reial Valladolid       |
| 9    | Davanter           | Adolfo Valencia     | 6 de febrer 1968    | -                  | Independiente Medellín |
| 10   | Migcampista        | Carlos Valderrama   | 2 de setembre 1961  | -                  | Miami Fusion           |
| 11   | Davanter           | Faustino Asprilla   | 10 de novembre 1969 | -                  | Parma FC               |
| 12   | Porter             | Miguel Calero       | 14 d'abril 1971     | -                  | Atlético Nacional      |
| 13   | Defensa            | Wilmer Cabrera      | 15 de setembre 1967 | -                  | Millonarios            |
| 14   | Migcampista        | Jorge Bolaño        | 28 d'abril 1977     | -                  | Junior Barranquilla    |
| 15   | Davanter           | Víctor Aristizábal  | 9 de desembre 1971  | -                  | São Paulo              |
| 16   | Defensa            | Luis Antonio Moreno | 25 de desembre 1970 | -                  | Deportes Tolima        |
| 17   | Migcampista        | Andrés Estrada      | 12 de novembre 1967 | -                  | Deportivo Cali         |
| 18   | Migcampista        | John Wilmar Pérez   | 2 de febrer 1970    | -                  | Deportivo Cali         |
| 19   | Migcampista        | Freddy Rincón       | 14 d'agost 1966     | -                  | Corinthians            |
| 20   | Davanter           | Hamilton Ricard     | 12 de gener 1974    | -                  | Middlesbrough FC       |
| 21   | Davanter           | Léider Preciado     | 26 de febrer 1977   | -                  | Santa Fe               |
| 22   | Porter             | Farid Mondragón     | 21 de juny 1971     | -                  | Independiente          |
| Ent. | Hernán Darío Gómez | Hernán Darío Gómez  | Hernán Darío Gómez  | Hernán Darío Gómez | Hernán Darío Gómez     |

## Anglaterra
| #    | Posició      | Nom              | Naixement           | P. Sel.      | Club                 |
| ---- | ------------ | ---------------- | ------------------- | ------------ | -------------------- |
| 1    | Porter       | David Seaman     | 19 de setembre 1963 | -            | Arsenal FC           |
| 2    | Defensa      | Sol Campbell     | 18 de setembre 1974 | -            | Tottenham Hotspur FC |
| 3    | Defensa      | Graeme Le Saux   | 17 d'octubre 1968   | -            | Chelsea FC           |
| 4    | Migcampista  | Paul Ince        | 21 d'octubre 1967   | -            | Liverpool FC         |
| 5    | Defensa      | Tony Adams       | 10 d'octubre 1966   | -            | Arsenal FC           |
| 6    | Defensa      | Gareth Southgate | 3 de setembre 1970  | -            | Aston Villa FC       |
| 7    | Migcampista  | David Beckham    | 2 de maig 1975      | -            | Manchester United FC |
| 8    | Migcampista  | David Batty      | 2 de desembre 1968  | -            | Newcastle United FC  |
| 9    | Davanter     | Alan Shearer     | 13 d'agost 1970     | -            | Newcastle United FC  |
| 10   | Davanter     | Teddy Sheringham | 2 d'abril 1966      | -            | Manchester United FC |
| 11   | Migcampista  | Steve McManaman  | 11 de febrer 1972   | -            | Liverpool FC         |
| 12   | Defensa      | Gary Neville     | 18 de febrer 1975   | -            | Manchester United FC |
| 13   | Porter       | Nigel Martyn     | 11 d'agost 1966     | -            | Leeds United         |
| 14   | Migcampista  | Darren Anderton  | 3 de març 1972      | -            | Tottenham Hotspur FC |
| 15   | Migcampista  | Paul Merson      | 20 de març 1968     | -            | Middlesbrough FC     |
| 16   | Migcampista  | Paul Scholes     | 16 de novembre 1974 | -            | Manchester United FC |
| 17   | Migcampista  | Rob Lee          | 1 de febrer 1966    | -            | Newcastle United FC  |
| 18   | Defensa      | Martin Keown     | 24 de juliol 1966   | -            | Arsenal FC           |
| 19   | Davanter     | Les Ferdinand    | 18 de desembre 1966 | -            | Tottenham Hotspur FC |
| 20   | Davanter     | Michael Owen     | 14 de desembre 1979 | -            | Liverpool FC         |
| 21   | Defensa      | Rio Ferdinand    | 7 de novembre 1978  | -            | West Ham United FC   |
| 22   | Porter       | Tim Flowers      | 3 de febrer 1967    | -            | Blackburn Rovers FC  |
| Ent. | Glenn Hoddle | Glenn Hoddle     | Glenn Hoddle        | Glenn Hoddle | Glenn Hoddle         |

## Romania
| #    | Posició           | Nom                 | Naixement           | P. Sel.           | Club                  |
| ---- | ----------------- | ------------------- | ------------------- | ----------------- | --------------------- |
| 1    | Porter            | Dumitru Stângaciu   | 9 d'agost 1964      | 5                 | Kocaelispor           |
| 2    | Defensa           | Dan Petrescu        | 22 de desembre 1967 | 68                | Chelsea FC            |
| 3    | Defensa           | Cristian Dulca      | 25 de setembre 1972 | 5                 | Rapid Bucureşti       |
| 4    | Defensa           | Anton Doboş         | 13 d'octubre 1965   | 21                | AEK Atenes            |
| 5    | Migcampista       | Constantin Gâlcă    | 8 de març 1972      | 32                | RCD Espanyol          |
| 6    | Defensa           | Gheorghe Popescu    | 9 d'octubre 1967    | 78                | Galatasaray S.K.      |
| 7    | Davanter          | Marius Lăcătuş      | 5 d'abril 1964      | 81                | Steaua Bucharest      |
| 8    | Migcampista       | Dorinel Munteanu    | 25 de juny 1968     | 63                | 1. FC Köln            |
| 9    | Davanter          | Viorel Moldovan     | 8 de juliol 1972    | 24                | Coventry City FC      |
| 10   | Migcampista       | Gheorghe Hagi       | 5 de febrer 1965    | 111               | Galatasaray S.K.      |
| 11   | Davanter          | Adrian Ilie         | 20 d'abril 1974     | 20                | València CF           |
| 12   | Porter            | Bogdan Stelea       | 5 de desembre 1967  | 46                | Salamanca             |
| 13   | Defensa           | Liviu Ciobotariu    | 26 de març 1971     | 4                 | FC Naţional Bucureşti |
| 14   | Migcampista       | Radu Niculescu      | 2 de març 1975      | 11                | FC Naţional Bucureşti |
| 15   | Migcampista       | Lucian Marinescu    | 24 de juny 1972     | 4                 | Rapid Bucureşti       |
| 16   | Migcampista       | Gabriel Popescu     | 23 de desembre 1973 | 12                | Salamanca             |
| 17   | Migcampista       | Ilie Dumitrescu     | 6 de gener 1969     | 62                | Atlante               |
| 18   | Migcampista       | Iulian Filipescu    | 29 de març 1974     | 15                | Galatasaray S.K.      |
| 19   | Migcampista       | Ovidiu Stîngă       | 5 de desembre 1972  | 19                | PSV Eindhoven         |
| 20   | Defensa           | Tibor Selymes       | 14 de maig 1970     | 44                | RSC Anderlecht        |
| 21   | Davanter          | Gheorghe Craioveanu | 14 de febrer 1968   | 18                | Reial Societat        |
| 22   | Porter            | Florin Prunea       | 8 d'agost 1968      | 35                | Universitatea Craiova |
| Ent. | Anghel Iordănescu | Anghel Iordănescu   | Anghel Iordănescu   | Anghel Iordănescu | Anghel Iordănescu     |

## Tunísia
| #    | Posició                                                                                          | Nom                                                                                              | Naixement                                                                                        | P. Sel.                                                                                          | Club                                                                                             |
| ---- | ------------------------------------------------------------------------------------------------ | ------------------------------------------------------------------------------------------------ | ------------------------------------------------------------------------------------------------ | ------------------------------------------------------------------------------------------------ | ------------------------------------------------------------------------------------------------ |
| 1    | Porter                                                                                           | Chokri El Ouaer                                                                                  | 15 d'agost 1966                                                                                  | 51                                                                                               | Espérance                                                                                        |
| 2    | Davanter                                                                                         | Imed Ben Younes                                                                                  | 16 de juny 1974                                                                                  | 9                                                                                                | Étoile Sahel                                                                                     |
| 3    | Defensa                                                                                          | Sami Trabelsi                                                                                    | 4 de febrer 1968                                                                                 | 45                                                                                               | CS Sfaxien                                                                                       |
| 4    | Defensa                                                                                          | Mounir Boukadida                                                                                 | 24 d'octubre 1967                                                                                | 30                                                                                               | Étoile Sahel                                                                                     |
| 5    | Defensa                                                                                          | Hatem Trabelsi                                                                                   | 25 de gener 1977                                                                                 | 2                                                                                                | CS Sfaxien                                                                                       |
| 6    | Defensa                                                                                          | Ferid Chouchane                                                                                  | 19 d'abril 1973                                                                                  | 26                                                                                               | Étoile Sahel                                                                                     |
| 7    | Defensa                                                                                          | Tarek Thabet                                                                                     | 16 d'agost 1971                                                                                  | 43                                                                                               | Espérance                                                                                        |
| 8    | Migcampista                                                                                      | Zoubeir Baya                                                                                     | 15 de maig 1971                                                                                  | 44                                                                                               | Freiburg                                                                                         |
| 9    | Davanter                                                                                         | Riadh Jelassi                                                                                    | 7 de juliol 1971                                                                                 | 13                                                                                               | Étoile Sahel                                                                                     |
| 10   | Migcampista                                                                                      | Kaies Ghodhbane                                                                                  | 7 de gener 1976                                                                                  | 46                                                                                               | Étoile Sahel                                                                                     |
| 11   | Davanter                                                                                         | Adel Sellimi                                                                                     | 16 de novembre 1972                                                                              | 57                                                                                               | Real Jaén                                                                                        |
| 12   | Davanter                                                                                         | Mourad Melki                                                                                     | 9 de maig 1975                                                                                   | 2                                                                                                | Olympique Béja                                                                                   |
| 13   | Migcampista                                                                                      | Riadh Bouazizi                                                                                   | 8 d'abril 1973                                                                                   | 24                                                                                               | Étoile Sahel                                                                                     |
| 14   | Migcampista                                                                                      | Sirajeddine Chihi                                                                                | 16 d'abril 1970                                                                                  | 47                                                                                               | Espérance                                                                                        |
| 15   | Migcampista                                                                                      | Skander Souayah                                                                                  | 20 de novembre 1972                                                                              | 31                                                                                               | CS Sfaxien                                                                                       |
| 16   | Porter                                                                                           | Radhouane Salhi                                                                                  | 18 de desembre 1967                                                                              | 5                                                                                                | Étoile Sahel                                                                                     |
| 17   | Migcampista                                                                                      | José Clayton                                                                                     | 21 de març 1974                                                                                  | 4                                                                                                | Étoile Sahel                                                                                     |
| 18   | Davanter                                                                                         | Mehdi Ben Slimane                                                                                | 1 de gener 1974                                                                                  | 32                                                                                               | Freiburg                                                                                         |
| 19   | Migcampista                                                                                      | Faysal Ben Ahmed                                                                                 | 7 de març 1973                                                                                   | 2                                                                                                | Espérance                                                                                        |
| 20   | Defensa                                                                                          | Sabri Jaballah                                                                                   | 28 de juny 1973                                                                                  | 20                                                                                               | Club Africain                                                                                    |
| 21   | Defensa                                                                                          | Khaled Badra                                                                                     | 8 de gener 1965                                                                                  | 26                                                                                               | Espérance                                                                                        |
| 22   | Porter                                                                                           | Ali Boumnijel                                                                                    | 13 d'abril 1966                                                                                  | 12                                                                                               | SC Bastia                                                                                        |
| Ent. | Henryk Kasperczak (acomiadat després de dos partits i reemplaçat per Ali Selmi pel partit final) | Henryk Kasperczak (acomiadat després de dos partits i reemplaçat per Ali Selmi pel partit final) | Henryk Kasperczak (acomiadat després de dos partits i reemplaçat per Ali Selmi pel partit final) | Henryk Kasperczak (acomiadat després de dos partits i reemplaçat per Ali Selmi pel partit final) | Henryk Kasperczak (acomiadat després de dos partits i reemplaçat per Ali Selmi pel partit final) |

## Argentina
| #    | Posició           | Nom                    | Naixement           | P. Sel.           | Club              |
| ---- | ----------------- | ---------------------- | ------------------- | ----------------- | ----------------- |
| 1    | Porter            | Carlos Roa             | 15 d'agost 1969     | -                 | RCD Mallorca      |
| 2    | Defensa           | Roberto Ayala          | 12 d'abril 1973     | -                 | Napoli            |
| 3    | Defensa           | José Chamot            | 17 de maig 1969     | -                 | SS Lazio          |
| 4    | Defensa           | Mauricio Pineda        | 13 de juliol 1975   | -                 | Udinese           |
| 5    | Migcampista       | Matías Almeyda         | 21 de desembre 1973 | -                 | SS Lazio          |
| 6    | Defensa           | Roberto Néstor Sensini | 12 d'octubre 1966   | -                 | Parma FC          |
| 7    | Davanter          | Claudio López          | 17 de juliol 1974   | -                 | València CF       |
| 8    | Migcampista       | Diego Simeone          | 28 d'abril 1970     | -                 | Internazionale    |
| 9    | Davanter          | Gabriel Batistuta      | 1 de febrer 1969    | -                 | ACF Fiorentina    |
| 10   | Migcampista       | Ariel Ortega           | 4 de març 1974      | -                 | València CF       |
| 11   | Migcampista       | Juan Sebastián Verón   | 9 de març 1975      | -                 | UC Sampdoria      |
| 12   | Porter            | Germán Burgos          | 16 d'abril 1969     | -                 | River Plate       |
| 13   | Defensa           | Pablo Paz              | 27 de gener 1973    | -                 | Tenerife          |
| 14   | Defensa           | Nelson Vivas           | 18 d'octubre 1969   | -                 | Lugano            |
| 15   | Migcampista       | Leonardo Astrada       | 6 de gener 1970     | -                 | River Plate       |
| 16   | Migcampista       | Sergio Berti           | 17 de febrer 1969   | -                 | River Plate       |
| 17   | Porter            | Pablo Cavallero        | 13 d'abril 1974     | -                 | Vélez Sársfield   |
| 18   | Davanter          | Abel Balbo             | 1 de juny 1966      | -                 | AS Roma           |
| 19   | Davanter          | Hernán Crespo          | 5 de juliol 1975    | -                 | Parma FC          |
| 20   | Migcampista       | Marcelo Gallardo       | 18 de gener 1976    | -                 | River Plate       |
| 21   | Davanter          | Marcelo Delgado        | 24 de març 1973     | -                 | Racing Club       |
| 22   | Defensa           | Javier Zanetti         | 10 d'agost 1973     | -                 | Internazionale    |
| Ent. | Daniel Passarella | Daniel Passarella      | Daniel Passarella   | Daniel Passarella | Daniel Passarella |

## Croàcia
| #    | Posició           | Nom               | Naixement           | P. Sel.           | Club                 |
| ---- | ----------------- | ----------------- | ------------------- | ----------------- | -------------------- |
| 1    | Porter            | Dražen Ladić      | 1 de gener 1963     | -                 | Croatia Zagreb       |
| 2    | Davanter          | Petar Krpan       | 1 de juliol 1974    | -                 | NK Osijek            |
| 3    | Migcampista       | Anthony Šerić     | 15 de gener 1979    | -                 | Hajduk Split         |
| 4    | Defensa           | Igor Štimac       | 6 de setembre 1967  | -                 | Derby County FC      |
| 5    | Defensa           | Goran Jurić       | 5 de febrer 1963    | -                 | Croatia Zagreb       |
| 6    | Defensa           | Slaven Bilić      | 11 de setembre 1968 | -                 | Everton FC           |
| 7    | Migcampista       | Aljoša Asanović   | 14 de desembre 1965 | -                 | Napoli               |
| 8    | Migcampista       | Robert Prosinečki | 12 de gener 1969    | -                 | Croatia Zagreb       |
| 9    | Davanter          | Davor Šuker       | 1 de gener 1968     | -                 | Reial Madrid         |
| 10   | Migcampista       | Zvonimir Boban    | 8 d'octubre 1968    | -                 | AC Milan             |
| 11   | Migcampista       | Silvio Marić      | 20 de març 1975     | -                 | Croatia Zagreb       |
| 12   | Porter            | Marijan Mrmić     | 6 de maig 1965      | -                 | Beşiktaş JK          |
| 13   | Migcampista       | Mario Stanić      | 10 d'abril 1972     | -                 | Parma FC             |
| 14   | Defensa           | Zvonimir Soldo    | 2 de novembre 1967  | -                 | VfB Stuttgart        |
| 15   | Defensa           | Igor Tudor        | 16 d'abril 1978     | -                 | Hajduk Split         |
| 16   | Davanter          | Ardian Kozniku    | 27 d'octubre 1967   | -                 | SC Bastia            |
| 17   | Migcampista       | Robert Jarni      | 26 d'octubre 1968   | -                 | Reial Betis          |
| 18   | Defensa           | Zoran Mamić       | 30 de setembre 1971 | -                 | VfL Bochum           |
| 19   | Davanter          | Goran Vlaović     | 7 d'agost 1972      | -                 | València CF          |
| 20   | Defensa           | Dario Šimić       | 12 de novembre 1975 | -                 | Croatia Zagreb       |
| 21   | Migcampista       | Krunoslav Jurčić  | 26 de novembre 1969 | -                 | Croatia Zagreb       |
| 22   | Porter            | Vladimir Vasilj   | 6 de juliol 1975    | -                 | Hrvatski Dragovoljac |
| Ent. | Miroslav Blažević | Miroslav Blažević | Miroslav Blažević   | Miroslav Blažević | Miroslav Blažević    |

## Jamaica
| #    | Posició     | Nom               | Naixement           | P. Sel.     | Club            |
| ---- | ----------- | ----------------- | ------------------- | ----------- | --------------- |
| 1    | Porter      | Warren Barrett    | 7 de setembre 1970  | 128         | Violet Kickers  |
| 2    | Defensa     | Stephen Malcolm   | 5 de febrer 1970    | 62          | Seba United     |
| 3    | Migcampista | Chris Dawes       | 31 de maig 1974     | -           | Galaxy          |
| 4    | Defensa     | Linval Dixon      | 14 de setembre 1971 | 104         | Hazard          |
| 5    | Defensa     | Ian Goodison      | 21 de novembre 1972 | 55          | Olympic Gardens |
| 6    | Migcampista | Fitzroy Simpson   | 26 de febrer 1970   | 23          | Portsmouth FC   |
| 7    | Migcampista | Peter Cargill     | 2 de març 1964      | 76          | Harbour View    |
| 8    | Davanter    | Marcus Gayle      | 29 de setembre 1970 | 5           | Wimbledon FC    |
| 9    | Davanter    | Andy Williams     | 23 de setembre 1977 | 25          | Columbus Crew   |
| 10   | Davanter    | Walter Boyd       | 1 de gener 1972     | 57          | Arnett Gardens  |
| 11   | Migcampista | Theodore Whitmore | 5 d'agost 1972      | 76          | Seba United     |
| 12   | Defensa     | Dean Sewell       | 13 d'abril 1972     | 4           | Constant Spring |
| 13   | Porter      | Aaron Lawrence    | 8 de novembre 1970  | 17          | Reno            |
| 14   | Porter      | Donovan Ricketts  | 7 de juny 1977      | 0           | Wadadah         |
| 15   | Defensa     | Ricardo Gardner   | 25 de setembre 1978 | 34          | Harbour View    |
| 16   | Migcampista | Robbie Earle      | 27 de gener 1965    | 8           | Wimbledon FC    |
| 17   | Davanter    | Onandi Lowe       | 12 de febrer 1973   | 30          | Harbour View    |
| 18   | Davanter    | Deon Burton       | 25 d'octubre 1976   | 18          | Derby County FC |
| 19   | Defensa     | Frank Sinclair    | 3 de desembre 1971  | 5           | Chelsea FC      |
| 20   | Migcampista | Darryl Powell     | 15 de novembre 1971 | 2           | Derby County FC |
| 21   | Defensa     | Durrant Brown     | 7 d'agost 1964      | 125         | Wadadah         |
| 22   | Davanter    | Paul Hall         | 3 de juliol 1972    | 23          | Portsmouth FC   |
| Ent. | Renê Simões | Renê Simões       | Renê Simões         | Renê Simões | Renê Simões     |

## Japó
| #    | Posició       | Nom                  | Naixement           | P. Sel.       | Club                 |
| ---- | ------------- | -------------------- | ------------------- | ------------- | -------------------- |
| 1    | Porter        | Nobuyuki Kojima      | 17 de gener 1966    | 5             | Bellmare Hiratsuka   |
| 2    | Defensa       | Akira Narahashi      | 26 de novembre 1971 | 29            | Kashima Antlers      |
| 3    | Defensa       | Naoki Soma           | 19 de juliol 1971   | 50            | Kashima Antlers      |
| 4    | Defensa       | Masami Ihara         | 18 de setembre 1967 | 116           | Yokohama Marinos     |
| 5    | Defensa       | Norio Omura          | 6 de setembre 1969  | 31            | Yokohama Marinos     |
| 6    | Migcampista   | Motohiro Yamaguchi   | 29 de gener 1969    | 56            | Yokohama Flugels     |
| 7    | Migcampista   | Teruyoshi Ito        | 31 d'agost 1974     | 2             | Shimizu S-Pulse      |
| 8    | Migcampista   | Hidetoshi Nakata     | 22 de gener 1977    | 21            | Bellmare Hiratsuka   |
| 9    | Davanter      | Masashi Nakayama     | 23 de setembre 1967 | 27            | Jubilo Iwata         |
| 10   | Migcampista   | Hiroshi Nanami       | 28 de novembre 1972 | 44            | Jubilo Iwata         |
| 11   | Migcampista   | Shinji Ono           | 27 de setembre 1979 | 2             | Urawa Red Diamonds   |
| 12   | Davanter      | Wagner Lopes         | 29 de gener 1969    | 10            | Bellmare Hiratsuka   |
| 13   | Migcampista   | Toshihiro Hattori    | 23 de setembre 1973 | 6             | Jubilo Iwata         |
| 14   | Davanter      | Masayuki Okano       | 25 de juliol 1972   | 25            | Urawa Red Diamonds   |
| 15   | Migcampista   | Hiroaki Morishima    | 30 d'abril 1972     | 36            | Cerezo Osaka         |
| 16   | Defensa       | Toshihide Saito      | 20 d'abril 1973     | 14            | Shimizu S-Pulse      |
| 17   | Defensa       | Yutaka Akita         | 6 d'agost 1970      | 27            | Kashima Antlers      |
| 18   | Davanter      | Shoji Jo             | 17 de juny 1975     | 24            | Yokohama Marinos     |
| 19   | Defensa       | Eisuke Nakanishi     | 23 de juny 1973     | 7             | JEF United Ichihara  |
| 20   | Porter        | Yoshikatsu Kawaguchi | 15 d'agost 1975     | 27            | Yokohama Marinos     |
| 21   | Porter        | Seigo Narazaki       | 15 d'abril 1976     | 2             | Yokohama Flugels     |
| 22   | Migcampista   | Takashi Hirano       | 15 de juliol 1974   | 10            | Nagoya Grampus Eight |
| Ent. | Takeshi Okada | Takeshi Okada        | Takeshi Okada       | Takeshi Okada | Takeshi Okada        |